# Де Круз, Илеана
Илеана де Круз (англ. Ileana D'Cruz, род. 1 ноября 1986 года, Бомбей) — индийская актриса

 и фотомодель, снимающаяся преимущественно в фильмах на телугу и хинди. Первый же фильм, «Девдас», принес ей Filmfare Awards South за лучший дебют. Второй — «Вооружён и очень опасен» стал самым кассовым на телугу. В дальнейшем добившись звания ведущей актрисы Толливуда, она решила попробовать себя в кино на хинди. Её первая роль в Болливуде в фильме «Барфи!» была отмечена премией Filmfare Award за лучшую дебютную женскую роль.

## Биография
Илеана де Круз родилась в Бомбее (Мумбаи) 1 ноября 1987 года и была названа в честь Елены Троянской, персонажа греческой мифологии.
Её отец Рональд — католик, работал инженером в доках, а мать Самира — мусульманка, принявшая христианство.
У актрисы есть брат Рис и две сестры: Фара и Эйлин.
В возрасте около 10 лет она вместе с семьёй переехала в Гоа и жила там на протяжении семи лет.
В киноиндустрии актриса носит прозвище «Красавица Гоа» (англ. Goan beauty).

## Карьера

### В южно-индийском кино
Когда она училась в 12-м классе, менеджер отеля, в котором её мать работала управляющим, предложил Илеане попробовать себя в модельном бизнесе и устроил встречу с бывшей моделью Марком Робинсоном (англ.). Тот посоветовал ей сделать портфолио, благодаря которому в 2003 году она заключила контракт с Hyatt Hotels Corporation в Гоа.
Затем её семья решила вернуться в Мумбаи, где Илеана снялась в рекламе Electrolux, Emami и осветляющего кожу крема Fair and Lovely.
После этого она получила несколько предложений работы в кино на хинди и была приглашена на прослушивание в фильм на телугу режиссёра Теджи. Однако проект был отменён, и Илеана подписала контракт на фильм «Девдас» с дебютантом Рамом в главной роли. Режиссёр выбрал её несмотря на то, что она не знала языка, не умела играть на камеру и танцевать. Перед началом съёмок девушка записалась на актёрские курсы, чтобы узнать хоть немного теории.
«Девдас» вышел в начале 2006, и критики хорошо отзывались об игре актрисы, хотя и делая больший акцент на её потрясающую фигуру,
а киносообщество премировало её статуэткой Filmfare Awards South за лучший дебют.
Ещё во время съёмок её первого фильма она была утверждена на роль в тамильский фильм продюсера А.М. Ратнама и телужский — режиссёра Пури Джаганнатха. Последний из них, боевик «Вооружён и очень опасен» с Махешем Бабу вышел в апреле и, побив все предыдущие рекорды Толливуда по сборам, продержался на экранах кинотеатров больше года.
В нём она сыграла молодую преподавательницу аэробики, которая влюбляется в бандита, спасшего её от домогательств коррумпированного полицейского.
В рецензиях на фильм отмечалось, что Илеана продвинулась в актёрском мастерстве по сравнению с её предыдущей работой.
Её тамильский дебют Kedi, напротив, провалился в кассе, однако Шьям Баласубраманиам из Rediff.com в своем отзыве назвал её спокойную ровную игру лучшей частью фильма после игры Таманны.
В конце года на экраны вышли ещё две её работы: Khatarnak с Рави Теджей и «Ракхи» с НТР младшим. И если первый фильм провалился в прокате, то второй имел умеренный коммерческий успех и был хорошо встречен критиками.
Илеана прекрасно показала себя в сцене, где она поддерживает решение своего возлюбленного жениться на другой.
В 2007 году она появилась в паре с Прабхасом в боевике «Мунна», сыграв студентку колледжа, ставшую камнем преткновения между двумя братьями. В отзыве с Idlebrain.com было высказано сожаление о том, что роль Илеаны во второй половине фильма сводилась к появлению в музыкальных номерах.
Другим фильмом этого года стала «Игра» с Сиддхартом, где её героиня вынуждена скрываться от избалованного вседозволенностью сына министра. Начав не очень удачно, фильм со временем набрал обороты.
Согласно рецензии актриса великолепно отыграла свою роль и была так же хороша, как в двух своих первых фильмах.
Почти год спустя на экраны кинотеатров вышел фильм Тривикрама Шриниваса «Забава» с Паваном Кальяном, где Илеана сыграла девушку, которая, добившись любви парня, узнает что он — бывший возлюбленный её старшей сестры. Картина стала крупнейшим кассовым хитом года на телугу. IndiaGlitz отметил, что актриса «хорошо поработала в любовных сценах с Паваном. Они выглядели, как настоящая пара».
Её труды были вознаграждены премией Santosham за лучшую женскую роль.
В этом же году она снялась вместе с Таруном в фильме Виджаи Бхаскара Bhale Dongalu. Картина собрала среднюю кассу и смешанные отзывы, но её игра была оценена положительно.
Ещё спустя год в прокат вышел комедийный боевик Сурендера Редди «Ищущий азарта». Он не только стал хитом,
но позволил Илеане продемонстрировать помимо красоты также и актёрские навыки.
Затем последовали «Кража» с Нитином, обернувшаяся провалом, и столь же неудачный Saleem с Вишну Манчу.
Все старания Илеаны не могли компенсировать слабый сценарий обоих фильмов.
В 2010 году её единственной работой стало появление в качестве камео в музыкальном номере фильма Huduga Hudugi на каннада.
Весной следующего года она второй раз разделила экранное пространство с НТР в фэнтези-боевике Мехера Рамеша «Сила Шакти», сыграв своевольную дочь министра, убежавшую из дома. Фильм имел огромный для Толливуда бюджет в 450 млн рупий
и агрессивную рекламную кампанию, однако с треском провалился в прокате.
Критики остались не в восторге как от фильма, так и от игры Илеаны. Rediff.com написала, что она «не делает ничего, кроме как красиво смотрится и повторяет несколько стандартных выражений».
Повторный опыт сотрудничества с режиссёром Пури Джаганатхом и дуэт с Раной Даггубати в фильме «Я твоя ведьма» также не имели успеха.
The Times of India отозвалась о ней словами: «она выглядела настолько сногсшибательно на протяжении всего фильма, что можно проигнорировать её средние актёрские навыки». В том же году в прессе также появились сообщения о том, что актриса сыграет в паре с Раджникантом в новом фильме К.С. Равикумара, однако информация не была подтверждена, а фильм в итоге вышел в прокат с другими актрисами.

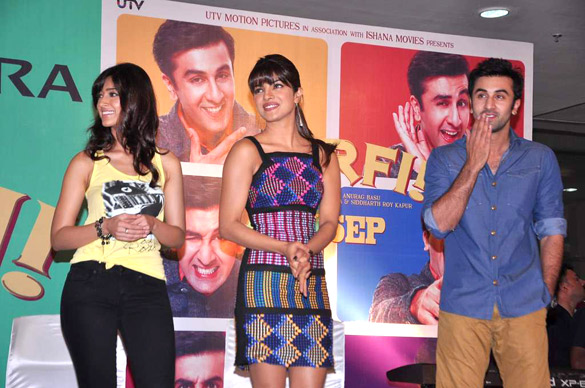
Илеана, Приянка и Ранбир продвигают «Барфи!»

Удача улыбнулась ей в 2012 году с выходом тамильского ремейка «Трех идиотов», фильма «Друг», который стал одним из крупнейших хитов года. Во время съёмок на одной из репетиций актриса потянула мышцу бедра, из-за чего не могла ходить в течение четырёх дней, но затем продолжила съёмки.
Times of India отметила, что в фильме Илеана «имеет потрясающее взаимодействие с Виджаем, а сцена, где она врывается в его комнату общежития вдрызг пьяной гораздо лучше, чем аналогичная с Кариной Капур в оригинале».
Полученный за фильм гонорар в 15 млн рупий сделал де Круз одной из самых высокооплачиваемых актрис Южной Индии.
Её второй фильм с режиссёром Тривикрамом Шринивасом, «Бездельник» в паре с Аллу Арджуном, также имел необычайный успех в прокате.
Но третья работа совместно с Пури Джаганатхом и Рави Теджей Devudu Chesina Manushulu, где она сыграла водителя такси, провалилась.
Последним релизом 2012 года для Илеаны стал её дебютный фильм на хинди «Барфи!» режиссёра Анурага Басу, главные роли в котором сыграли Ранбир Капур и Приянка Чопра. Чтобы гармонировать с ними на экране, ей пришлось сбросить шесть килограммов. Таран Адарш из Bollywood Hungama написал об актрисе в своей рецензии: «Она все делает с легкостью, уверенностью, великолепием и благопристойностью, а это нелёгкое дело по любым меркам».
За свою роль Илеана была номинирована на Filmfare Award за лучшую женскую роль второго плана и получила несколько премий за лучший дебют.

### В Болливуде
После успеха «Барфи!» актриса полностью сосредоточилась на работе в Болливуде. В 2013 году она снялась в фильме «Герой с плаката» Раджкумар Сантоши вместе с Шахидом Капуром, а в 2014 — в «Я твой герой» с Варуном Дхаваном и «Счастливый конец» с Саифом Али Ханом. Последний, получив смешанные отзывы критиков, провалился в прокате.
Были сообщения о том, что она вернется в кинематограф телугу, появившись в item-номере фильма «Сын Сатьямурти», но этого не произошло.
Не подтвердилась также информация, что актриса появится в «Фанат» вместе с Шахрух Ханом.
По другим сообщениям Илеана должна была сыграть главную женскую роль в новом фильме Джеки Чана.
Наконец, она вернулась на экраны в августе 2016 года в криминальном триллере Rustom с Акшаем Кумаром в главной роли. Критики сошлись на том, что она была не плоха, но её роль ограничивалась демонстрацией «красоты и слёз раскаяния».

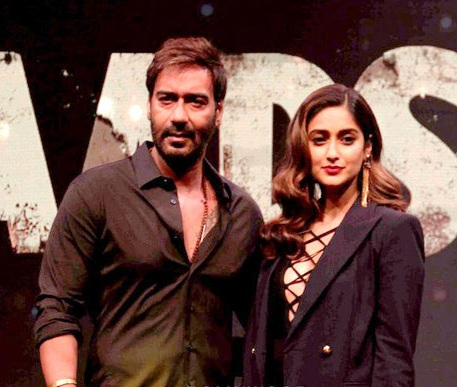
Аджай Девган и Илеана на запуске их фильма Baadshaho

В 2017 году она сыграла возлюбленную одного из близнецов в исполнении Арджуна Капура в комедии Mubarakan и наследницу королевской семьи в боевике Baadshaho с Аджаем Девганом. Оба фильма провалились в прокате и получили смешанную оценку критиков. Такy Bollywood Hungama отметил, что Илеана «выглядит гламурно и уверенно исполняет свою роль» и «с легкостью доминирует в первой половине [фильма]».
Актриса также согласилась на главную роль в фильме Batti Gul Meter Chalu с Шахидом Капуром, но ушла из проекта из-за нестыковок в графике, а её место заняла Ями Гаутам.
В 2018 году с её участием вышел фильм «Рейд», в котором она снова сыграла в паре с Аджаем Девганом. Фильм имел коммерческий успех и получил положительную оценку критиков.
В тот же год Илеана снялась в фильме Amar Akbar Anthony, сыграв девушку с раздвоение личности. Этот фильм стал для неё возвращением в кино на телугу после шестилетнего перерыва и четвёртым опытом работы в паре с Рави Теджей.

## Фильмография
| Год  |   | Русское название        | Оригинальное название           | Роль                 |
| ---- | - | ----------------------- | ------------------------------- | -------------------- |
| 2006 | ф | Девдас                  | Devadasu                        | Бханумати            |
| 2006 | ф | Вооружён и очень опасен | Pokiri                          | Шрути                |
| 2006 | ф |                         | Kedi (там.)                     | Арти                 |
| 2006 | ф |                         | Khatarnak                       | Накшатра             |
| 2006 | ф | Ракхи                   | Rakhi                           | Трипура              |
| 2007 | ф | Мунна                   | Munna                           | Нидхи                |
| 2007 | ф | Игра                    | Aata                            | Сатья                |
| 2008 | ф | Забава                  | Jalsa                           | Бхагьямати           |
| 2008 | ф | Мошенники               | Bhale Dongalu                   | Джотти / Джульетта   |
| 2009 | ф | Ищущий азарта           | Kick                            | Найна                |
| 2009 | ф | Кража                   | Rechipo                         | Кришнавени           |
| 2009 | ф |                         | Saleem                          | Сатьяварти           |
| 2010 | ф |                         | Huduga Hudugi (канн.)           | камео                |
| 2011 | ф | Сила Шакти              | Shakti                          | Айшвария             |
| 2011 | ф | Я твоя ведьма           | Nenu Naa Rakshasi               | Минакши и Шравия     |
| 2012 | ф | Друг                    | Nanban (там.)                   | Рия Сантанам         |
| 2012 | ф | Бездельник              | Julai                           | Мадху                |
| 2012 | ф |                         | Devudu Chesina Manushulu        | Илеана               |
| 2012 | ф | Барфи!                  | Barfi! (хинди)                  | Шрути Гхош           |
| 2013 | ф | Герой с плаката         | Phata Poster Nikla Hero (хинди) | Каджал               |
| 2014 | ф | Я твой герой            | Main Tera Hero (хинди)          | Сунайна              |
| 2014 | ф | Счастливый конец        | Happy Ending (хинди)            | Анчал Редди          |
| 2016 | ф | Рустом                  | Rustom (хинди)                  | Синтия Паври         |
| 2017 | ф | Друзья                  | Baadshaho (хинди)               | Рани Гитанджали Деви |
| 2017 | ф | Совет да любовь         | Mubrakan (хинди)                | Свити                |
| 2018 | ф | Рейд                    | Raid (хинди)                    | Малини Патнаик       |
| 2018 | ф | Амар Акбар Энтони       | Amar Akbar Anthony (тел.)       | Айшвария / Пуджа     |
| 2019 | ф | Сумасшествие            | Pagalpanti (хинди)              | Санджана             |
| 2021 | ф | Большой бык             | The Big Bull (хинди)            | Мара Рао             |